# Пасі Віртанен
Пасі Віртанен (фін. Pasi Virtanen; нар. 24 листопада 1964) — колишній фінський тенісист.
Найвищу одиночну позицію світового рейтингу — 302 місце досяг 17 червня 1985, парну — 259 місце — 23 грудня 1985 року.

## Фінали ATP Челленджер

### Парний розряд: 1 (0–1)
| Результат | Ранг | Дата     | Турнір               | Покриття | Партнер       | Суперники                 | Рахунок  |
| --------- | ---- | -------- | -------------------- | -------- | ------------- | ------------------------- | -------- |
| Поразка   | 1.   | Лис 1987 | Гельсінкі, Фінляндія | Килим    | Ніклас Утґрен | Пітер Паланджян Бад Шултс | 6–7, 4–6 |